# Horoșîlove, Krasnodon
Horoșîlove (în ucraineană Хорошилове) este un sat în comuna Parhomenko din raionul Krasnodon, regiunea Luhansk, Ucraina.

## Demografie
Componența lingvistică a localității Horoșîlove
     Ucraineană (70,97%)
     Rusă (29,03%)
Conform recensământului din 2001, majoritatea populației localității Horoșîlove era vorbitoare de ucraineană (70,97%), existând în minoritate și vorbitori de rusă (29,03%).